# Phantom Power
Phantom Power is een muziekalbum van Rick Wakeman.
In het jaar 1990 werd de film The Phantom of the Opera van Rupert Julian met Lon Chaney opnieuw uitgebracht. Wakeman schreef daarbij nieuwe muziek; The Phantom was een stomme film uit 1925. Meerdere artiesten componeerden muziek bij oude films, voorbeelden zijn In The Nursery en Picture Palace Music. Zij bleven daarbij in stijl; Wakeman kwam met een rockalbum is de traditie van de jaren ’90. Wakeman schreef destijds dat de muziek eigenlijk zelf een filmversie was. De originele versie duurt 90 minuten; die van het album is flink ingekort.
Het album is opgenomen in zijn eigen studio en uitgegeven door zijn eigen platenlabel, beide gevestigd op het Isle of Man. Hij gebruikte musici die al eerder voor hem werkten, behalve D’zal Martin. Hij speelde ooit mee met Box of Frogs en Renaissance Illusion.  

## Musici
- Rick Wakeman – Korg-toetsinstrumenten
- Tony Fernandez – slagwerk en percussie
- D’zal Martin – gitaar (een nieuweling)
- Chrissie Hammond – zang
- Ashley Holt - rockzang
- Ramon Remedios – tenor (zangstem)

## Tracklist
| Nr. | Titel                                                              | Duur |
| --- | ------------------------------------------------------------------ | ---- |
| 1.  | The visit                                                          |      |
| 2.  | Heaven                                                             |      |
| 3.  | The rat                                                            |      |
| 4.  | The stiff                                                          |      |
| 5.  | Evil love                                                          |      |
| 6.  | The voice of love                                                  |      |
| 7.  | Heat of the moment                                                 |      |
| 8.  | Fear of love                                                       |      |
| 9.  | The love trilogy (One night;The dream sequence, One night of love) |      |
| 10. | The hangman                                                        |      |
| 11. | The sand-dance                                                     |      |
| 12. | You can’t buy my love                                              |      |
| 13. | Phantom power                                                      |      |
| 14. | Rock pursuit                                                       |      |